# Hội đồng tỉnh (Pháp)
Hội đồng tỉnh (Tiếng Pháp: conseil départemental) là nghị viện của các tỉnh tại Pháp (département). Các hội đồng tỉnh được bầu lên theo thể thức phổ thông đầu phiếu và có một chủ tịch hội đồng (président du conseil départemental). Trước năm 1982, tỉnh trưởng Pháp (préfet de département, đại diện chính phủ trung ương) là người đứng đầu hội đồng nhưng hiện nay là chủ tịch hội đồng.

## Danh sách các chủ tịch hội đồng tỉnh
| Số  | Tỉnh (hay cộng đồng hải ngoại)                 | Chủ tịch                     | Đảng                                                 | Từ năm |
| --- | ---------------------------------------------- | ---------------------------- | ---------------------------------------------------- | ------ |
| 01  | Ain                                            | Rachel Mazuir                | Đảng Xã hội Pháp                                     | 2008   |
| 02  | Aisne                                          | Yves Daudigny                | Đảng Xã hội                                          | 2001   |
| 03  | Allier                                         | Jean-Paul Dufregne           | Đảng Cộng sản Pháp                                   | 2008   |
| 04  | Alpes-de-Haute-Provence                        | Jean-Louis Bianco            | Đảng Xã hội                                          | 1998   |
| 05  | Hautes-Alpes                                   | Jean-Yves Dusserre           | Đảng liên minh vì phong trào nhân dân                | 2008   |
| 06  | Alpes-Maritimes                                | Éric Ciotti                  | Đảng liên minh vì phong trào nhân dân                | 2008   |
| 07  | Ardèche                                        | Pascal Terrasse              | Đảng Xã hội                                          | 2006   |
| 08  | Ardennes                                       | Benoît Huré                  | Đảng liên minh vì phong trào nhân dân                | 2004   |
| 09  | Ariège                                         | Augustin Bonrepaux           | Đảng Xã hội                                          | 2001   |
| 10  | Aube                                           | Philippe Adnot               | Phong trào tự do và ôn hòa                           | 1990   |
| 11  | Aude                                           | Marcel Rainaud               | Đảng Xã hội                                          | 1998   |
| 12  | Aveyron                                        | Jean-Claude Luche            | Đảng liên minh vì phong trào nhân dân                | 2008   |
| 13  | Bouches-du-Rhône                               | Jean-Noël Guérini            | Đảng Xã hội                                          | 1998   |
| 14  | Calvados                                       | Anne d'Ornano                | Phong trào tự do và ôn hòa                           | 1991   |
| 15  | Cantal                                         | Vincent Descœur              | Đảng liên minh vì phong trào nhân dân                | 2001   |
| 16  | Charente                                       | Michel Boutant               | Đảng Xã hội                                          | 2004   |
| 17  | Charente-Maritime                              | Dominique Bussereau          | Đảng liên minh vì phong trào nhân dân                | 2008   |
| 18  | Cher                                           | Alain Rafesthain             | Đảng Xã hội                                          | 2004   |
| 19  | Corrèze                                        | François Hollande            | Đảng Xã hội                                          | 2008   |
| 2A  | Corse-du-Sud                                   | Jean-Jacques Panunzi         | Đảng liên minh vì phong trào nhân dân                | 2006   |
| 2B  | Haute-Corse                                    | Joseph Castelli              | Đảng Cánh tả Cấp tiến                                | 2010   |
| 21  | Côte-d'Or                                      | François Sauvadet            | Đảng New Centre                                      | 2008   |
| 22  | Côtes-d'Armor                                  | Claudy Lebreton              | Đảng Xã hội                                          | 1997   |
| 23  | Creuse                                         | Jean-Jacques Lozach          | Đảng Xã hội                                          | 2001   |
| 24  | Dordogne                                       | Bernard Cazeau               | Đảng Xã hội                                          | 1994   |
| 25  | Doubs                                          | Claude Jeannerot             | Đảng Xã hội                                          | 2004   |
| 26  | Drôme                                          | Didier Guillaume             | Đảng Xã hội                                          | 2004   |
| 27  | Eure                                           | Jean-Louis Destans           | Đảng Xã hội                                          | 2001   |
| 28  | Eure-et-Loir                                   | Albéric de Montgolfier       | Đảng liên minh vì phong trào nhân dân                | 2001   |
| 29  | Finistère                                      | Pierre Maille                | Đảng Xã hội                                          | 1998   |
| 30  | Gard                                           | Damien Alary                 | Đảng Xã hội                                          | 2001   |
| 31  | Haute-Garonne                                  | Pierre Izard                 | Đảng Xã hội                                          | 1988   |
| 32  | Gers                                           | Philippe Martin              | Đảng Xã hội                                          | 1998   |
| 33  | Gironde                                        | Philippe Madrelle            | Đảng Xã hội                                          | 1988   |
| 34  | Hérault                                        | André Vezinhet               | Đảng Xã hội                                          | 1998   |
| 35  | Ille-et-Vilaine                                | Jean-Louis Tourenne          | Đảng Xã hội                                          | 2004   |
| 36  | Indre                                          | Louis Pinton                 | Đảng liên minh vì phong trào nhân dân                | 1998   |
| 37  | Indre-et-Loire                                 | Claude Roiron                | Đảng Xã hội                                          | 2008   |
| 38  | Isère                                          | André Vallini                | Đảng Xã hội                                          | 2001   |
| 39  | Jura                                           | Jean Raquin                  | Phong trào tự do và ôn hòa                           | 2008   |
| 40  | Landes                                         | Henri Emmanuelli             | Đảng Xã hội                                          | 1982   |
| 41  | Loir-et-Cher                                   | Maurice Leroy                | Đảng New Centre                                      | 2004   |
| 42  | Loire                                          | Bernard Bonne                | Đảng liên minh vì phong trào nhân dân                | 2008   |
| 43  | Haute-Loire                                    | Gérard Roche                 | Đảng liên minh vì phong trào nhân dân                | 2004   |
| 44  | Loire-Atlantique                               | Patrick Mareschal            | Đảng Xã hội                                          | 2004   |
| 45  | Loiret                                         | Éric Doligé                  | Đảng liên minh vì phong trào nhân dân                | 1994   |
| 46  | Lot                                            | Gérard Miquel                | Đảng Xã hội                                          | 2004   |
| 47  | Lot-et-Garonne                                 | Pierre Camani                | Đảng Xã hội                                          | 2008   |
| 48  | Lozère                                         | Jean-Paul Pourquier          | Đảng liên minh vì phong trào nhân dân                | 2004   |
| 49  | Maine-et-Loire                                 | Christophe Béchu             | Đảng liên minh vì phong trào nhân dân                | 2004   |
| 50  | Manche                                         | Jean-François Le Grand       | Đảng liên minh vì phong trào nhân dân                | 1998   |
| 51  | Marne                                          | René-Paul Savary             | Đảng liên minh vì phong trào nhân dân                | 2003   |
| 52  | Haute-Marne                                    | Bruno Sido                   | Đảng liên minh vì phong trào nhân dân                | 1998   |
| 53  | Mayenne                                        | Jean Arthuis                 | Miscellaneous Centre                                 | 1992   |
| 54  | Meurthe-et-Moselle                             | Michel Dinet                 | Đảng Xã hội                                          | 1998   |
| 55  | Meuse                                          | Christian Namy               | Phong trào tự do và ôn hòa                           | 2004   |
| 56  | Morbihan                                       | Joseph-François Kerguéris    | Phong trào dân chủ Pháp                              | 2004   |
| 57  | Moselle                                        | Philippe Leroy               | Đảng liên minh vì phong trào nhân dân                | 1992   |
| 58  | Nièvre                                         | Marcel Charmant              | Đảng Xã hội                                          | 2001   |
| 59  | Nord                                           | Patrick Kanner               | Đảng Xã hội                                          | 1998   |
| 60  | Oise                                           | Yves Rome                    | Đảng Xã hội                                          | 2004   |
| 61  | Orne                                           | Alain Lambert                | Đảng liên minh vì phong trào nhân dân                | 2007   |
| 62  | Pas-de-Calais                                  | Dominique Dupilet            | Đảng Xã hội                                          | 2004   |
| 63  | Puy-de-Dôme                                    | Jean-Yves Gouttebel          | Đảng Xã hội                                          | 2004   |
| 64  | Pyrénées-Atlantiques                           | Jean Castaings               | Đảng liên minh vì phong trào nhân dân                | 2008   |
| 65  | Hautes-Pyrénées                                | Josette Durrieu              | Đảng Xã hội                                          | 2008   |
| 66  | Pyrénées-Orientales                            | Christian Bourquin           | Đảng Xã hội                                          | 1998   |
| 67  | Bas-Rhin                                       | Guy-Dominique Kennel         | Đảng liên minh vì phong trào nhân dân                | 2008   |
| 68  | Haut-Rhin                                      | Charles Buttner              | Đảng liên minh vì phong trào nhân dân                | 2004   |
| 69  | Rhône                                          | Michel Mercier               | Miscellaneous Centre                                 | 1990   |
| 70  | Haute-Saône                                    | Yves Krattinger              | Đảng Xã hội                                          | 2002   |
| 71  | Saône-et-Loire                                 | Arnaud Montebourg            | Đảng Xã hội                                          | 2008   |
| 72  | Sarthe                                         | Roland du Luart              | Đảng liên minh vì phong trào nhân dân                | 1998   |
| 73  | Savoie                                         | Hervé Gaymard                | Đảng liên minh vì phong trào nhân dân                | 2008   |
| 74  | Haute-Savoie                                   | Christian Monteil            | Phong trào tự do và ôn hòa                           | 2008   |
| 75  | Paris                                          | Bertrand Delanoë             | Đảng Xã hội                                          | 2001   |
| 76  | Seine-Maritime                                 | Didier Marie                 | Đảng Xã hội                                          | 2004   |
| 77  | Seine-et-Marne                                 | Vincent Eblé                 | Đảng Xã hội                                          | 2004   |
| 78  | Yvelines                                       | Pierre Bédier                | Đảng liên minh vì phong trào nhân dân                | 2005   |
| 79  | Deux-Sèvres                                    | Éric Gautier                 | Đảng Xã hội                                          | 2008   |
| 80  | Somme                                          | Christian Manable            | Đảng Xã hội                                          | 2008   |
| 81  | Tarn                                           | Thierry Carcenac             | Đảng Xã hội                                          | 1991   |
| 82  | Tarn-et-Garonne                                | Jean-Michel Baylet           | Đảng Cánh tả Cấp tiến                                | 1986   |
| 83  | Var                                            | Horace Lanfranchi            | Đảng liên minh vì phong trào nhân dân                | 2002   |
| 84  | Vaucluse                                       | Claude Haut                  | Đảng Xã hội                                          | 2001   |
| 85  | Vendée                                         | Philippe de Villiers         | Phong trào vì nước Pháp                              | 1988   |
| 86  | Vienne                                         | Claude Bertaud               | Đảng liên minh vì phong trào nhân dân                | 2008   |
| 87  | Haute-Vienne                                   | Marie-Françoise Pérol-Dumont | Đảng Xã hội                                          | 2004   |
| 88  | Vosges                                         | Christian Poncelet           | Đảng liên minh vì phong trào nhân dân                | 1976   |
| 89  | Yonne                                          | Jean-Marie Rolland           | Đảng liên minh vì phong trào nhân dân                | 2008   |
| 90  | Territoire de Belfort                          | Yves Ackermann               | Đảng Xã hội                                          | 2004   |
| 91  | Essonne                                        | Michel Berson                | Đảng Xã hội                                          | 1998   |
| 92  | Hauts-de-Seine                                 | Patrick Devedjian            | Đảng liên minh vì phong trào nhân dân                | 2007   |
| 93  | Seine-Saint-Denis                              | Claude Bartolone             | Đảng Xã hội                                          | 2008   |
| 94  | Val-de-Marne                                   | Christian Favier             | Đảng Cộng sản Pháp                                   | 2001   |
| 95  | Val-d’Oise                                     | Arnaud Bazin                 | Đảng liên minh vì phong trào nhân dân                | 2011   |
| 971 | Guadeloupe                                     | Jacques Gillot               | Thống nhất Guadeloupe, Xã hội chủ nghĩa và Hiện thực | 2001   |
| 972 | Martinique                                     | Claude Lise                  | Đảng Dân chủ Martinique                              | 1992   |
| 973 | Guyane                                         | Alain Tien-Liong             | Cánh tả                                              | 2008   |
| 974 | Réunion                                        | Nassimah Dindar              | Đảng liên minh vì phong trào nhân dân                | 2004   |
| 975 | Saint-Pierre-et-Miquelon (cộng đồng hải ngoại) | Stéphane Artano              | Phong trào Quần đảo Ngày mai                         | 2006   |
| 976 | Mayotte (cộng đồng hải ngoại)                  | Ahmed Attoumani Douchina     | Đảng liên minh vì phong trào nhân dân                | 2008   |